# Torre Tadeo
La torre Tadeo, también conocida como "torre de Tadeo" o "alquería Tadeo", es en la actualidad un monumento arquitectónico de la Comunidad Valenciana, catalogado como Bien de Interés Cultural (BIC), según consta en la Dirección General de Patrimonio Cultural de la Generalidad Valenciana (inscripción ministerial RI 51- 0012326 de 5 de marzo de 2009). Se encuentra en la zona norte del término municipal de Burriana (partida de La Torre), a unos 300 metros del Camino de santa Pau, entre los de El Marjalet y Mar de Villarreal, y a más de 2 km de la costa.

## Descripción Histórico-artística
Algunos autores retrasan su construcción hasta el siglo XVI y fundamentan su existencia en la inestabilidad que se producía en las tierras litorales con motivo de la piratería y las continuas guerras. Es muy posible que sirviera de casa de recreo de “una rica familia mora”, aunque, más tarde, ya en “manos cristianas”, se utilizó como granja o casa de campo (alquería). Durante la segunda mitad del siglo XVIII fue adquirida por el abogado Tadeo González a su madre, de ahí el nombre popular que tiene desde entonces el monumento. Este nuevo dueño, sin duda alguna, introdujo modificaciones tanto en su interior (la escalera que comunica las plantas baja y primera podría ser una de ellas), como en su exterior (apertura de nuevos huecos en las plantas primera y segunda; elevación de la planta segunda y cubrición de esta con una cubierta a cuatro aguas). Durante las guerras carlistas, llevadas a cabo desde comienzos de la década de 1830, los antecesores de Rafael Muedra González, propietario de ella durante gran parte del siglo XX, se refugiaron en la torre a la que habían adosado, en sus fachadas norte y oeste, nuevas construcciones de una y dos plantas (vivienda, cuadras y almacenes). Terminados definitivamente estos conflictos bélicos en marzo de 1876, el conjunto edificado (torre más construcciones anejas) fue utilizado como vivienda asociada a los usos agrícolas del territorio circundante, de ahí que algunos autores la nombren como “Alquería Tadeo” y se refieran a ella como “una de las pocas alquerías fortificadas de la época musulmana que quedan en pie en nuestros días".
Se trata esencialmente de un esbelto edificio, ahora exento pero con restos adosados de las construcciones añadidas a lo largo de su larga historia, de planta cuadrada (6,40 m de lado y d 9,60 m de altura), construido mediante fábricas de mampostería reforzadas en las esquinas con sillares. Las fachadas disponen de pocos huecos, cuestión directamente relacionada con su carácter inicial de torre fortificada, ubicando el acceso principal en la cara norte y junto al camino de acceso (de cantería con dovelaje rebajado). Tiene tres plantas, rematadas la primera de ellas con bóveda de cañón, la segunda con viguetas de madera y revoltones cerámicos, y la tercera con una curiosa cubierta piramidal a cuatro aguas de madera, ladrillos y tejas cerámicas.
Actualmente se encuentra en proceso paulatino de rehabilitación, de acuerdo con los proyectos redactados por la sociedad de arquitectos VETGES TU I MEDITERRÀNEA SLP. En agosto de 2016 se ha completado la primera fase (fachadas y cubiertas) y está previsto, en breve, comenzar con la siguiente que debe acometer las obras necesarias para retomar su pasado uso residencial inmerso en un paisaje agrícola muy singular (la Plana Baja de la provincia de Castellón, Comunidad Valenciana).